# Xian de Renhua
Le xian de Renhua (仁化县 ; pinyin : Rénhuà Xiàn) est un district administratif de la province chinoise du Guangdong. Il est placé sous la juridiction de la ville-préfecture de Shaoguan.

## Démographie
La population du district était de 181 484 habitants en 1999.

## Sites touristiques
Le district de Renhua abrite le géoparc du Danxiashan, renommé pour ses formations rocheuses, en particulier les rochers « masculin » et « féminin » : le Yangyuan et le Yinyuan.

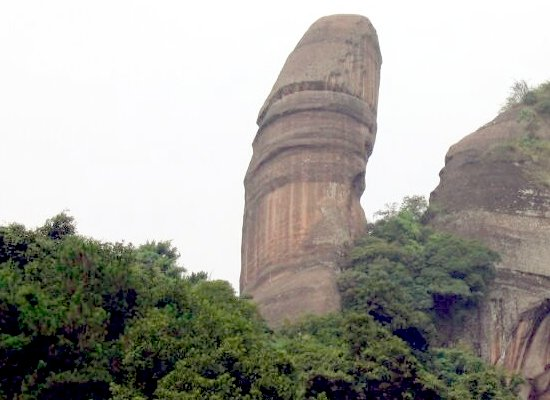
Le Yangyuan
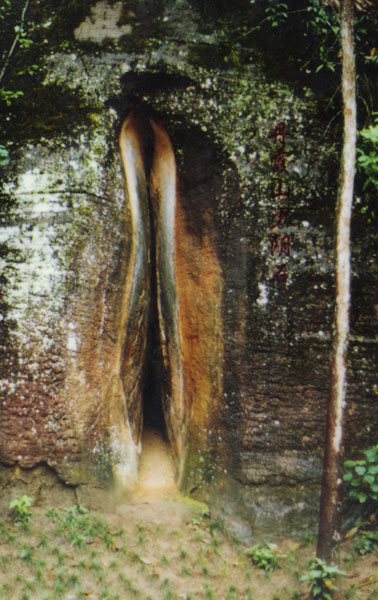
Le Yinyuan